# Hamarkameratene 2004
Questa voce raccoglie le informazioni riguardanti lo Hamarkameratene nelle competizioni ufficiali della stagione 2004.

## Rosa
| N. |                      | Ruolo | Calciatore           |
| -- | -------------------- | ----- | -------------------- |
| 1  | Norvegia (bandiera)  | P     | Marius Røvde         |
| 2  | Svezia (bandiera)    | D     | Glenn Ståhl          |
| 3  | Norvegia (bandiera)  | D     | Pål Ekeberg Schjerve |
| 3  | Belgio (bandiera)    | D     | Axel Smeets          |
| 4  | Norvegia (bandiera)  | D     | Are Tronseth         |
| 5  | Norvegia (bandiera)  | C     | Petter Vaagan Moen   |
| 6  | Norvegia (bandiera)  | C     | Marius Gullerud      |
| 7  | Norvegia (bandiera)  | C     | Vegar Bjerke         |
| 8  | Danimarca (bandiera) | C     | Peter Sørensen       |
| 9  | Norvegia (bandiera)  | A     | Sveinung Fjeldstad   |
| 9  | Nigeria (bandiera)   | A     | Oluwasegun Abiodun   |
| 10 | Norvegia (bandiera)  | C     | Kenneth Dokken       |
| 11 | Norvegia (bandiera)  | A     | Espen Olsen          |
| 12 | Nigeria (bandiera)   | C     | Felix Ademola        |

| N. |                      | Ruolo | Calciatore           |
| -- | -------------------- | ----- | -------------------- |
| 13 | Norvegia (bandiera)  | D     | Jarl André Storbæk   |
| 14 | Norvegia (bandiera)  | C     | Kristian Skogsrud    |
| 16 | Norvegia (bandiera)  | C     | Rune Buer Johansen   |
| 17 | Norvegia (bandiera)  | D     | Hai Lam              |
| 19 | Norvegia (bandiera)  | C     | Frederik Garshol     |
| 19 | Danimarca (bandiera) | C     | Jan Michaelsen       |
| 20 | Norvegia (bandiera)  | C     | Espen Haug           |
| 21 | Norvegia (bandiera)  | C     | Truls Jevne Hagen    |
| 22 | Norvegia (bandiera)  | A     | Geir Frigård         |
| 23 | Norvegia (bandiera)  | A     | Frode Birkeland      |
| 23 | Giamaica (bandiera)  | C     | Garfield Reid        |
| 24 | Norvegia (bandiera)  | D     | Joachim Sørum        |
| 25 | Norvegia (bandiera)  | A     | Sigurd Ertsås        |
| 30 | Norvegia (bandiera)  | P     | Svein Inge Haagenrud |

## Risultati

### Campionato

#### Girone di andata
| Arbitro: | Sandmoen |

|              |           |             |
| Ødegaard 53’ | Marcatori | 80’ Frigård |

| Arbitro: | Hauge (Bergen) |

|              |           |            |
| Sørensen 90’ | Marcatori | 76’ Kovács |

| Hamar 25 aprile 2004, ore 18:00 CEST 3ª giornata | HamKam  | 0 – 0 referto | Stabæk | Briskeby Gressbane (4.916 spett.)\| Arbitro: \| Staberg \| |
| Arbitro:                                         | Staberg |               |        |                                                            |

| Arbitro: | Borgersen (Oslo) |

|  |           |                        |
|  | Marcatori | 40’ Olsen 46’ Gullerud |

| Arbitro: | Moen (Haugesund) |

|          |           |  |
| Haug 35’ | Marcatori |  |

| Arbitro: | Staberg |

|                        |           |  |
| Ystaas 79’ Kvisvik 84’ | Marcatori |  |

| Arbitro: | Skjervold |

|                                   |           |                           |
| Storbæk 20’ Storbæk 39’ Olsen 47’ | Marcatori | 29’ Ringberg 52’ Ringberg |

| Arbitro: | Alseth (Stjørdal) |

|  |           |           |
|  | Marcatori | 33’ Olsen |

| Arbitro: | Skjerven (Kaupanger) |

|           |           |               |
| Olsen 75’ | Marcatori | 29’ Einarsson |

| Arbitro: | Alapnes (Tromsø) |

|                                                              |           |  |
| Karadas 24’ Riseth 32’ Karadas 53’ Strand 64’ F. Johnsen 69’ | Marcatori |  |

| Arbitro: | Olsen (Kristiansand) |

|                                                         |           |          |
| Frigård 1’ Frigård 26’ Haug 35’ Frigård 50’ Storbæk 77’ | Marcatori | 83’ Hoås |

| Arbitro: | Krokdal |

|                    |           |  |
| Hovi 57’ Gashi 75’ | Marcatori |  |

| Arbitro: | Ditlefsen |

|                               |           |                                            |
| Frigård 62’ (rig.) Smeets 80’ | Marcatori | 35’ Fevang 36’ Occean 68’ Hoff 90’ Rambekk |

#### Girone di ritorno
| Arbitro: | Skjervold |

|                                                     |           |                           |
| Frigård 17’ Steenslid 64’ (aut.) Bolseth 80’ (aut.) | Marcatori | 15’ Ødegaard 89’ Ødegaard |

| Arbitro: | Moen (Haugesund) |

|  |           |                                        |
|  | Marcatori | 21’ Moen 27’ (rig.) Dokken 88’ Ademola |

| Arbitro: | Sælen (Bergen) |

|            |           |             |
| Hauger 79’ | Marcatori | 76’ Frigård |

| Arbitro: | Skjerven (Kaupanger) |

|  |           |                            |
|  | Marcatori | 10’ Johansen 45’ Ludvigsen |

| Arbitro: | Sælen (Bergen) |

|              |           |            |
| Sørensen 85’ | Marcatori | 88’ Dokken |

| Arbitro: | Moen (Kaupanger) |

|                            |           |             |
| Dokken 56’ (rig.) Haug 60’ | Marcatori | 74’ Kvisvik |

| Arbitro: | Øvrebø (Oslo) |

|                         |           |             |
| Helland 68’ Helland 79’ | Marcatori | 57’ Storbæk |

| Arbitro: | Staberg |

|                      |           |                              |
| Hangeland 75’ (aut.) | Marcatori | 86’ Sigurðsson 90’ Østenstad |

| Arbitro: | Øvrebø (Oslo) |

|  |           |                    |
|  | Marcatori | 35’ (rig.) Frigård |

| Arbitro: | Sandmoen |

|                          |           |  |
| Michaelsen 45’ Sørum 86’ | Marcatori |  |

| Molde 17 ottobre 2004, ore 18:00 CEST 24ª giornata | Molde         | 0 – 0 referto | HamKam | Molde Stadion (5.075 spett.)\| Arbitro: \| Øvrebø (Oslo) \| |
| Arbitro:                                           | Øvrebø (Oslo) |               |        |                                                             |

| Arbitro: | Olsen (Kristiansand) |

|  |           |           |
|  | Marcatori | 47’ Berre |

| Arbitro: | Staberg |

|                       |           |                      |
| Occean 75’ Occean 78’ | Marcatori | 39’ Haug 90’ Frigård |

### Coppa di Norvegia
| Arbitro: | Esp |

|  |           |           |
|  | Marcatori | 60’ Olsen |

| Arbitro: | Fremstad |

|                         |           |                                                                                         |
| Jevanor 33’ Nysæter 42’ | Marcatori | 45’ Frigård 46’ (rig.) Dokken 49’ Olsen 59’ Frigård 62’ Frigård 79’ Garshol 83’ Frigård |

| Arbitro: | Vik |

|                                             |           |                                          |
| Olsen 35’ Olsen 76’ Ademola 95’ Dokken 102’ | Marcatori | 54’ Madsen 67’ Abdellaoue 98’ Abdellaoue |

| Arbitro: | Krokdal |

|  |           |                      |
|  | Marcatori | 30’ Haug 42’ Frigård |

| Arbitro: | Ditlefsen |

|                                   |           |             |
| Sørensen 2’ Dahl 49’ Sørensen 84’ | Marcatori | 60’ Frigård |